# Gualaceo SC
Der Gualaceo Sporting Club ist ein ecuadorianischer Fußballverein aus Gualaceo, der auch El Guala oder Los Auriverdes genannt wird.

## Geschichte
Gualaceo SC wurde im Jahr 2000 gegründet und erreichte 2005 erstmals die Segunda Categoría. Als Meister stieg man 2014 in die Serie B auf. Nach einem siebten Platz im ersten Zweitligajahr war Gualaceo 2016 dem Aufstieg als Drittplatzierter nahe, als nur zwei Punkte auf den Aufstiegsrang fehlten. Zwei Jahre später stand Gualaceo auf einem Abstiegsplatz, Abstiege wurden aber aufgrund der Aufstockung der Serie A und Serie B in dieser Saison ausgesetzt. Anschließend folgten Platzierungen im Mittelfeld bis zum Jahr 2021, als der Verein Vizemeister wurde und somit den erstmaligen Aufstieg in die Serie A schaffte. Nach dem elften Platz im ersten Jahr folgte 2023 der Abstieg als Vorletzter der Tabelle.

## Erfolge
- Meister der Segunda Categoría: 2014

## Stadion
Gualaceo SC trägt seine Heimspiele im Estadio Gerardo León Pozo, das eine Kapazität von 3000 Plätzen hat, aus. Mit dem Aufstieg 2021 in die Serie A zog der Verein in das Estadio Jorge Andrade Cantos um, das bis zu 14.000 Zuschauer beherbergen kann. Nach dem Abstieg 2023 kehrte das Team in seine ursprüngliche Heimspielstätte zurück.